# Муровани-Мост
Муровани-Мост (пол. Murowany Most) — село в Польщі, у гміні Краснополь Сейненського повіту Підляського воєводства.
Населення — 55 осіб (2011).
У 1975-1998 роках село належало до Сувальського воєводства.

## Демографія
Демографічна структура станом на 31 березня 2011 року:
|          | Загалом | Допрацездатний вік | Працездатний вік | Постпрацездатний вік |
| -------- | ------- | ------------------ | ---------------- | -------------------- |
| Чоловіки | 29      | 4                  | 24               | 1                    |
| Жінки    | 26      | 6                  | 11               | 9                    |
| Разом    | 55      | 10                 | 35               | 10                   |